# Paziella pazi
Paziella pazi är en snäckart som först beskrevs av Joseph Charles Hippolyte Crosse 1869.  Paziella pazi ingår i släktet Paziella och familjen purpursnäckor. Inga underarter finns listade i Catalogue of Life.